# Lestremia yasukunii
Lestremia yasukunii är en tvåvingeart som först beskrevs av Shinji 1944.  Lestremia yasukunii ingår i släktet Lestremia och familjen gallmyggor. Inga underarter finns listade i Catalogue of Life.